# Философы. Урок выживания
«Философы. Урок выживания» (англ. The Philosophers) — научно-фантастический психологический триллер Джона Хаддлеса. Премьера фильма состоялась 7 июля 2013 года на Neuchâtel International Fantastic Film Festival (NIFFF) в Швейцарии.

## Сюжет
В колледже в Джакарте преподаватель философии мистер Зимит в качестве выпускного экзамена предлагает студентам провести мысленный эксперимент. Используя только логику, выпускники должны выбрать, кто из них будет достоин получить место в подземном бункере — единственном месте, где можно спастись от приближающейся ядерной катастрофы. Бункер рассчитан на десять человек. Всего 21 человек: 20 студентов и преподаватель. Им необходимо решить, кто достоин жить, а кто умереть. По условиям эксперимента каждый студент обладает уникальными навыками и не менее уникальными проблемами. Студенты по очереди вытягивают из сундука листочки с написанными на них профессиями. Преподаватель же, как он сам говорит, – «тёмная лошадка».
Первый мысленный эксперимент переносит студентов в Прамбанан. Отбирают фермера, инженера-строителя,  электрика, врача, сенатора, солдата, психотерапевта, плотника и химика. На последнее место студенты выбирают мистера Зимита, рассчитывая, что его навыки будут наверняка полезнее чем у оперной певицы. Группа решает разойтись и побыть немного врозь. Внезапно студенты слышат выстрелы. Прибежав на шум, они видят, что преподаватель застрелил тех студентов, которые не прошли отбор. Под предлогом собрать витаминных трав студенты сами убегают в бункер. Преподаватель, догадавшись об их задумке, прибегает поздно: студенты у него на глазах закрывают внешние двери бункера.
Ночью Петра (инженер-строитель) открывает внутреннюю дверь бункера и видит мистера Зимита, лежащего у внешних дверей бункера, с ожогами на коже. Он показывает Петре записку, на которой написано, что только он один знает код открывания дверей. Студенты опасаясь ловушки, решают прожить год в бункере и только потом узнать, правда это или ложь.
Спустя год студенты, попытавшись выйти, понимают, что Мистер Зимит сказал правду, код открывания дверей необходим. Они пытаются сломать дверь, применяя оружие, лом и даже подкоп, но все тщетно. Еда давно закончилась, и студентам пришлось съесть умершего электрика. Позже некоторые застрелились, боясь мучительной смерти, и в конце концов кислород заканчивается.
Мистер Зимит предлагает второй раунд. На этот раз действие разворачивается близ горы Бромо. На этот раз отбор проводится не только на основе навыков студентов, но и их личных качеств и данных. В этот раз выбирают фермера-гея, инженера-строителя и инженера-электрика; химика с хорошей генетикой, фондового менеджера, имеющего при себе золото и драгоценности; бесплодного плотника, агента по продажам и акушера; сенатора и юриста; солдата с фотографической памятью, домовладельцы и работягу. Последнее место остаётся за мистером Зимитом. Студенты, не попавшие в бункер, садятся в машину, чтобы попытаться уехать дальше от взрывов. Но бомба, упавшая рядом с их машиной, убивает их. Оставшиеся девять студентов и преподаватель бегут в бункер.
Петра просыпается и видит, Джеймса (фермера) и Джека (химика), занимающихся любовью. Студенты решают разбиться на пары, чтобы как можно скорее зачать потомство. Кави (акушер) и Бонни (солдат), Омасейда (сенатор) и Нельсон (домовладелец), Джек и Плам (фондовый менеджер), Петра и Мистер Зимит. Однако проходит 10 недель и ни одна девушка не забеременела. Мистер Зимит предлагает девушкам менять партнёров, чтобы увеличить возможность зачатия. Однако солдат выступает против. Мистер Зимит возвращается с пистолетом, выгоняет всех, кроме Бонни, из комнаты. Он даёт ей выбор: либо она принимает условия, либо умирает. Джек, спрятавшийся в комнате, когда мистер Зимит пришел с пистолетом, нападает на него и отбивает оружие. Во время драки, Джек воткнул карандаш в ухо мистера Зимита. Тот выходит из комнаты и бредёт к выходу. Студенты застают его стоящим рядом с внешней дверью и панелью управления. Мистер Зимит начинает вводить код. Бонни, бежит к нему, но не успевает остановить. 
Джеймс спрашивает мистера Зимита, почему тот закашлял, после того как Джеймс, а потом и Петра вытянули свои листки. Рванув к столу преподавателя, Джеймс хватает сундук. Осмотрев его, он говорит остальным, что в сундуке тройное дно. Несколько листовок с "фермером-геем", "инженером строителем" и в самом верху все остальные листки. Джеймс подозревает, что мистер Зимит специально решил унизить Джеймса, сделав его геем, но преподаватель утверждает, что Джеймс ошибается и сопоставляет его как человека в пещере Платона, который верит только в свой выдуманный мир и в свои иллюзии. Джеймс же, остаётся уверен, что мистер Зимит имел иные цели в выборе профессии и личных данных для Джеймса. 
Джеймс предлагает третий раунд. Все студенты отказываются, кроме Петры. Мистер Зимит соглашается на еще один эксперимент, но с условием, что Джеймс флорист. 
Теперь группа на необитаемом острове. Мистер Зимит под предлогом пойти и проверить бункер, прячет автомат и берет с собой пистолет. Пока он сидел у берега, Петра просит разрешить ей провести эксперимент по-своему. На этот раз она сама выберет тех, кто попадёт в бункер. Она выбирает продавца вина с высоким IQ; модельера, поэт и чемпион по покеру; арфист-аутист, врач, который недавно работала с больными лихорадкой эбола; оперная певица, знающая несколько языков и у которой через 3 года будет рак горла; химик, мороженщик (выбранный как пара для Джека) и флорист Джеймс. Мистер Зимит не принимает выбранных Петрой студентов, и заставляет их отойти от бункера. Но увидев, что они не слушают его, он тянется за пистолетом и не находит его. Петра забрала его, когда мистер Зимит не видел. Петра отдает ему пистолет и две пули. Джеймс, проследивший до этого, куда преподаватель спрятал автомат, угрожает мистеру Зимиту и вынуждает его уйти. Зимит утверждает, что они не откроют бункер без кода, известного лишь ему. Однако, солдат говорит всем код, так как она стояла ближе всех к преподавателю, когда тот открыл дверь в прошлый раз и видела комбинацию цифр.
Остается последнее место. Петра просит пойти Бонни, но та отказывается. Тогда Петра выбирает Чипса (плотника). Тот перехитрил Петру и толкнул ее в бункер, закрыв дверь снаружи. Он берет с собой остальных студентов и увозит их на катере к другому острову, где бы они смогли выжить. 
Петра, Джеймс и остальные студенты проживают год в бункере. Они проводят время за игрой в покер, слушая оперу и стихи. Когда год закончился, Петра открывает двери и они видят, что ядерная война не достигла этого острова. Они продолжают жить на острове, вопреки утверждению мистера Зимита, что без плотника, акушера, сенатора и прочих они не смогут построить цивилизацию и выжить. В момент, когда они готовы умереть, на острове появляется бомба. Джеймс готов ее активировать, но появившийся мистер Зимит предупредительным выстрелом останавливает его. Весь этот год он жил в скалах, и совсем потерял счёт времени, пока не услышал их голоса. Он намерен пристрелить Джеймса. Но студенты становятся перед другом, защищая его. Джеймс нажимает на кнопку активации на бомбе.
Урок завершается. Студенты сдают учебники и уходят. Последней остаётся Петра. Она закрывает дверь кабинета и выходит на балкон. Она недовольна мистером Зимитом, Эриком. Она знает, что он действительно специально сделал Джеймса геем, чтобы унизить его, указать где его место. Но Петра говорит, что это было бессмысленно, ведь Джеймс не знает об Эрике и Петре. Она сообщает, что уезжает с Джеймсом в Корнуэлл. Эрик просит её остаться и быть с ним, но Петра не соглашается. Поцеловав Эрика на прощание, она уходит.
Конец остаётся открытым. Мы видим два развития событий. Одно, в котором Эрик продолжает ходить на работу и преподавать, и второе - он заканчивает жизнь самоубийством.

## В ролях
- Софи Лоу — Петра
- Риз Уэйкфилд — Джеймс
- Бонни Райт — Джорджина
- Джеймс Д’Арси — мистер Зимит
- Дэрил Сабара — Чипс
- Фредди Строма — Джек
- Кэти Финдлэй — Бонни
- Джордж Благден — Энди
- Эрин Мориарти — Вивиан
- Джейкоб Артист — Паркер
- Майя Митчелл — Беатрис
- Синта Лаура[англ.] — Утами
- Филиппа Култхард — Поппи
- Хоуп Олайд Уилсон — Омасайд
- Абхи Синха — Кави
- Тоби Себастьян — Рассел
- Мелисса Ле-Ву — Плум
- Дариус Хомайюн — Тоби
- Тасер Хасан — Нельсон
- Шанеле Бьянка Хо — Мици
- Наташа Готт — Ёсико
- Кори Браун — студент

## Съёмки
Съёмки начались 25 июня 2011 года в Индонезии и проходили более семи недель в различных районах Индонезии, включая остров Белитунг, Суматру, Бромо и храм Прамбанан. Съёмки закончились 18 августа 2011 года в Джакарте.

## Оценки
Фильм получил положительные отзывы на премьерном показе. На сайте Rotten Tomatoes рейтинг фильма составляет 77 %, что основано на 14 рецензиях критиков, со средней оценкой 5,9 из 10.
На сайте Metacritic фильм набрал 37 баллов из 100, на основании 37 обзоров.

## Награды и номинации
Проморолик фильма номинировался на премию «Золотой трейлер» в 2013 году в категории «Лучший зарубежный трейлер фильма ужасов или триллера» (Best Foreign Horror/Thriller Trailer).